# Baruto Kaito
Baruto Kaito (把瑠都 凱斗 en japonés), cuyo nombre de pila es Kaido Höövelson (Rakvere, 5 de noviembre de 1984) es un exluchador estonio de sumo. Tras obtener un récord de 14-1 en el torneo de marzo de 2010, obtuvo su ascenso a la categoría de ōzeki, la segunda más alta tras la de yokozuna.
En septiembre de 2013 anunció su retirada debido a una lesión en la rodilla que lo venía aquejando desde hace 1 año.

## Biografía
En su primer torneo en la máxima división del sumo sumó 11 victorias por 4 derrotas y ganó el kanto-shō (premio al espíritu de lucha). Después de otro buen torneo en julio ascendió rápidamente de rango hasta maegashira 1. En septiembre sin embargo no disputó el torneo por estar lesionado y en el torneo de noviembre descendió a maegashira 6. Su resultado de 10 - 5 hizo que ascendiese a maegashira 3, pero se volvió a lesionar en el torneo de enero de 2007. Sufrió una rotura del ligamento anterior cruzado y su rango bajó hasta descender de categoría, jūryō. En mayo ganó el campeonato jūryō con un récord de 14 - 1 y volvió a makuuchi en julio en el puesto de maegashira 14. Sin embargo, volvió a lesionarse y se retiró del torneo. Volvió otra vez a makuuchi, después de estar en jūryō en septiembre y como maegashira 16 tuvo un récord de 11 - 4.
En el Hatsu Basho de 2012 ganó su primer yūshō en la máxima división, con lo cual se convirtió en el segundo luchador europeo en ganarlo, después de Kotoōshū que lo lograse en 2008.

## Después del sumo
Luego de su retiro del sumo, se convirtió en luchador de las artes marciales mixtas en el circuito de la Federación de Lucha Rizin.

## Historial
| Año (Honbasho) | Hatsu Basho (enero) (ciudad de Tokio) | Haru Basho (marzo) (ciudad de Osaka) | Natsu Basho (mayo) (ciudad de Tokio) | Nagoya Basho (julio) (ciudad de Nagoya) | Aki Basho (septiembre) (ciudad de Tokio) | Kyushu Basho (noviembre) (ciudad de Fukuoka) | Victorias / Derrotas / Ausencias |
| 2004           | ─                                     | ─                                    | Maezumo Hatsu Dohyō 0 - 0            | Jonokuchi 40 Este 7 - 0                 | Jonidan 30 Este 7 - 0                    | Sandanme 33 Oeste 5 - 2                      | 19 - 2                           |
| 2005           | Sandanme 6 Este 6 - 1                 | Makushita 32 Oeste 5 - 2             | Makushita 22 Este 6 - 1              | Makushita 6 Oeste 5 - 2                 | Jūryō 14 Oeste 12 - 3                    | Jūryō 4 Oeste 0 - 1 - 14                     | 34 - 11 - 14                     |
| 2006           | Makushita 3 Oeste 6 - 1               | Jūryō 11 Este 15 - 0                 | Maegashira 11 Oeste 11 - 4           | Maegashira 4 Oeste 9 - 6                | Maegashira 1 Este 4 - 7 - 4              | Maegashira 6 Oeste 10 - 5                    | 55 - 23 - 4                      |
| 2007           | Maegashira 3 Oeste 2 - 2 - 11         | Maegashira 13 Oeste 0 - 0 - 15       | Jūryō 11 Oeste 14 - 1                | Maegashira 14 Este 0 - 2 - 13           | Jūryō 9 Oeste 13 - 2                     | Maegashira 16 Este 11 - 4                    | 40 - 11 - 39                     |
| 2008           | Maegashira 6 Este 7 - 8               | Maegashira 7 Este 12 - 3             | Maegashira 1 Oeste 5 - 10            | Maegashira 5 Oeste 10 - 5               | Komusubi 1 Este 8 - 7                    | Sekiwake 1 Oeste 9 - 6                       | 51 - 39                          |
| 2009           | Sekiwake 1 Este 9 - 6                 | Sekiwake 1 Este 8 - 7                | Sekiwake 1 Este 4 - 11               | Maegashira 3 Oeste 11 - 4               | Komusubi 1 Este 12 - 3                   | Sekiwake 1 Este 9 - 6                        | 53 - 37                          |
| 2010           | Sekiwake 1 Este 12 - 3                | Sekiwake 1 Este 14 - 1               | Ōzeki 3 Oeste 10 - 5                 | Ōzeki 1 Este 8 - 7                      | Ōzeki 2 Este 9 - 6                       | Ōzeki 1 Oeste 11 - 4                         | 54 - 36                          |
| 2011           | Ōzeki 1 Oeste 9 - 6                   | ─                                    | Ōzeki 2 Este 10 - 5                  | Ōzeki 1 Este 11 - 4                     | Ōzeki 1 Oeste 10 - 5                     | Ōzeki 1 Este 11 - 4                          | 41 - 24                          |
| 2012           | Ōzeki 1 Este 14 - 1                   | Ōzeki 1 Ōzeki 10 - 5                 | Ōzeki 1 Oeste 9 - 6                  | Ōzeki 2 Este 9 - 6                      | Ōzeki 2 Oeste 1 - 3 - 11                 | Ōzeki 3 Este 1 - 2 - 12                      | 44 - 23 - 23                     |
| 2013           | Sekiwake 1 Oeste 8 - 7                | Sekiwake 1 Oeste 9 - 6               | Sekiwake 1 Oeste 3 - 5 - 7           | Maegashira 6 Este 0 - 0 - 15            | Jūryō 3 Este 0 - 0 - 15                  | ─                                            | 20 - 18 - 37                     |